# هشام دوم
هشام دوم (به عربی: ھشام الموید بالله)؛ ۹۶۶ – ۱۹ آوریل ۱۰۱۳ میلادی، سومین خلیفه امویان اندلس از سال ۳۶۶ تا ۳۹۹ هجری بود که بعد از مرگ خلیفه حکم دوم با کمک مادرش صبح بشکنجی و با همکاری منصور بن ابی عامر به خلافت امویان در اندلس رسید.

## منصور بن ابی‌عامر

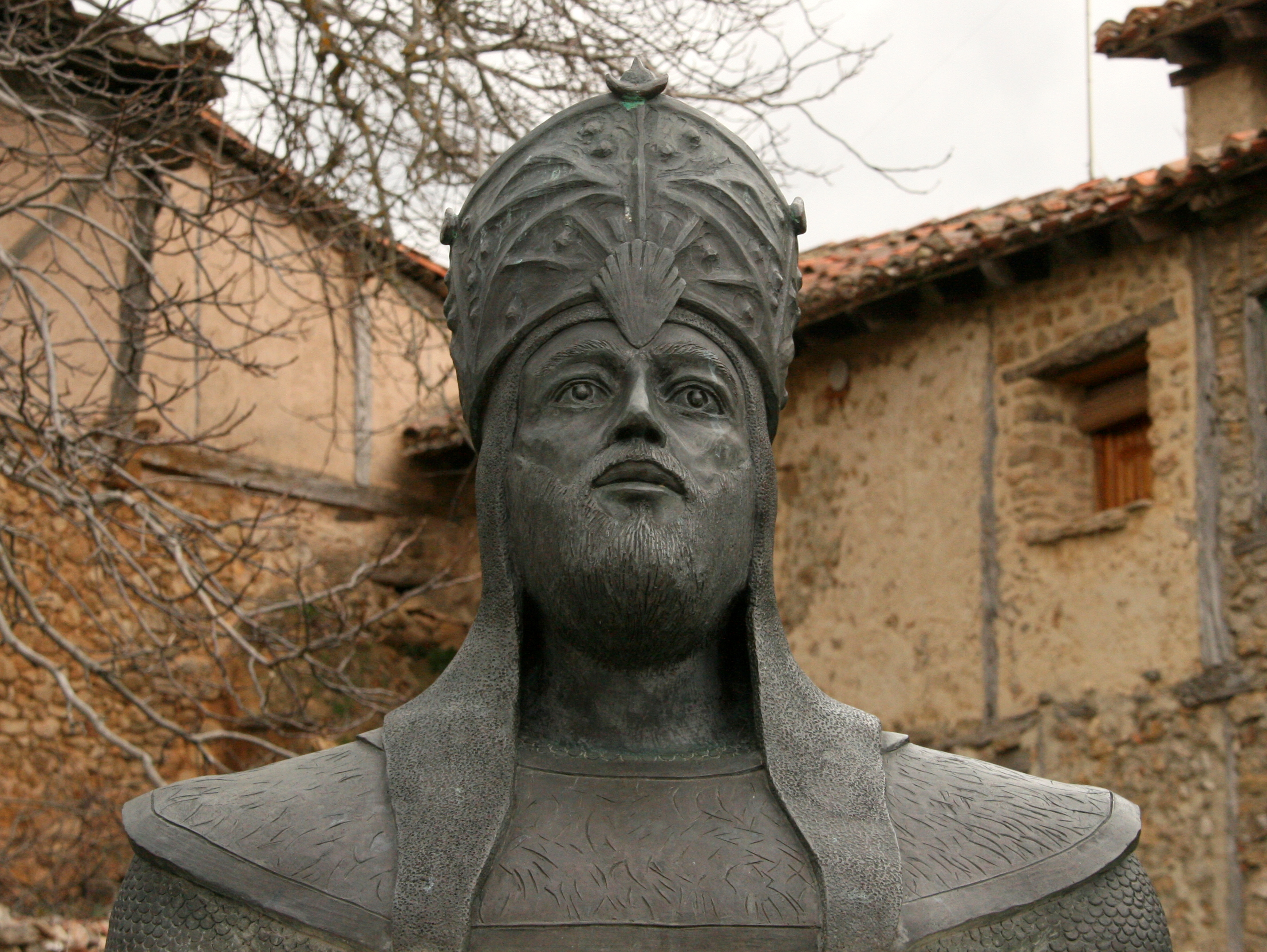
پیکره‌ای از المنصور در کالاتانیاسر، اسپانیا.

ابوعامر محمد بن عبدالله بن ابی‌عامر (عربی: أبو عامر محمد بن عبدالله بن أبی عامر الحاجب المنصور) سیاستمدار و فرمانده دوران امویان بود. او به مدت ۲۴ سال (۹۷۸ تا ۱۰۰۲) فرمانروای بالفعل مسلمان در شبه‌جزیره ایبری (اندلس اسلامی) بود که تحت نام خلافت اموی قرطبه (عربی: خلافة قرطبة) حکومت داشت. او بعدها لقب خود را به شاه تغییر داد و با نام «الملک المنصور» شناخته شد.